# Coenonympha anulisdiffusa
Coenonympha anulisdiffusa är en fjärilsart som beskrevs av Gradl 1933. Coenonympha anulisdiffusa ingår i släktet Coenonympha och familjen praktfjärilar. Inga underarter finns listade i Catalogue of Life.